# Gospodarka towarowo-pieniężna
Gospodarka towarowo-pieniężna – w ekonomii wytwarzanie produktów przeznaczonych do wymiany przez różnego typu transakcje kupna-sprzedaży. Jest ona związana ze społecznym podziałem pracy i wyodrębnieniem się producentów. Gospodarka towarowo-pieniężna jest przeciwieństwem gospodarki naturalnej.
Praktycznie wszystkie współczesne gospodarki są gospodarkami towarowo-pieniężnymi.